# Стереоскопічний ефект
Стереоскопічний ефект (англ. effect stereoscopic нім. Stereoeffekt m) — відчуття людським зором глибини видимого простору, тобто, здатність оцінювати відстані до предметів.
Стереоскопічний ефект можливий завдяки бінокулярному зору: праве і ліве око дивляться з різних точок, і, відповідно, дають дещо різні зображення (явище паралаксу).
Стереоскопічний ефект робить можливим розглядання стереозображень
Гострота неозброєного стереоскопічного зору для тренованого спостерігача досягає 10" (або й менше), тобто, об'ємне сприйняття можливе для об'єктів на такій відстані, при якій кут між променями зору з правого та лівого ока не менший за 10". Це в 6 разів перевищує граничний кут роздільної здатності ока (60"). Максимальна відстань для стереоскопічного сприйняття — приблизно 1,3 км. Для її збільшення застосовують бінокулярні зорові труби, що мають значно більшу відстань між зіницями входу (базу) і тому здатні підсилювати стереоскопічний ефект (у стільки ж разів, у скільки ця база більша за відстань між очима).